# Формозу-ду-Арагуая

Формозу-ду-Арагуая на карте штата.

Формозу-ду-Арагуая (порт. Formoso do Araguaia) — муниципалитет в Бразилии, входит в штат Токантинс. Составная часть мезорегиона Западный Токантинс. Входит в экономико-статистический микрорегион Риу-Формозу. Население составляет  18 427 человек на 2010 год. Занимает площадь 13 423,387 км². Плотность населения — 1,37 чел./км².

## История
Город основан 1 октября 1963 года.

## Демография
Согласно сведениям, собранным в ходе переписи 2010 г. Национальным институтом географии и статистики (IBGE), население муниципалитета составляет:
| Полное население                               | Полное население                               | Полное население                               | Полное население                               | 18 427 |
| ---------------------------------------------- | ---------------------------------------------- | ---------------------------------------------- | ---------------------------------------------- | ------ |
| в том числе:                                   | Городское население                            | 13 333                                         | Процент городского населения, %                | 72,36  |
|                                                | Сельское население                             | 5 094                                          | Процент сельского населения, %                 | 27,64  |
|                                                | Мужское население                              | 9 607                                          | Процент мужского населения, %                  | 52,14  |
|                                                | Женское население                              | 8 820                                          | Процент женского населения, %                  | 47,86  |
| Плотность населения, чел/км²                   | Плотность населения, чел/км²                   | Плотность населения, чел/км²                   | Плотность населения, чел/км²                   | 1,37   |
| Население муниципалитета в % к населению штата | Население муниципалитета в % к населению штата | Население муниципалитета в % к населению штата | Население муниципалитета в % к населению штата | 1,33   |

По данным оценки 2016 года население муниципалитета составляет 18 742 жителя.

## Статистика
- Валовой внутренний продукт на 2003 составляет 113 349 963,00 реала (данные: Бразильский институт географии и статистики).
- Валовой внутренний продукт на душу населения на 2003 составляет 5776,97 реала (данные: Бразильский институт географии и статистики).
- Индекс развития человеческого потенциала на 2000 составляет 0,710 (данные: Программа развития ООН).

## География
Климат местности: тропический.

## Важнейшие населенные пункты
| № | Населённый пункт   | Населённый пункт (порт.) | Категория         | Население чел. (2010) | На карте                        |
| - | ------------------ | ------------------------ | ----------------- | --------------------- | ------------------------------- |
| 1 | Формозу-ду-Арагуая | Formoso do Araguaia      | город             | 13 333                | 11°48′28″ ю. ш. 49°31′25″ з. д. |
| 2 | Лагоа-да-Онса      | Lagoa da Onça            | поселок           | 798                   | 11°37′55″ ю. ш. 49°50′59″ з. д. |
| 3 | Алдея-Кануанан     | Aldeia Canuanã           | индейская деревня | 364                   | 11°58′15″ ю. ш. 49°55′02″ з. д. |
| 4 | Фундасан-Брадеску  | Fundação Bradesco        | поселок           | 305                   | 11°58′24″ ю. ш. 49°54′20″ з. д. |
| 5 | Алдея-Сан-Жуан     | Aldeia São João          | индейская деревня | 249                   | 12°05′24″ ю. ш. 49°57′38″ з. д. |
| 6 | Кобрапи            | Cobrape                  | поселок           | 130                   | 11°29′19″ ю. ш. 49°57′01″ з. д. |
| 7 | Алдея-Тшири        | Aldeia Txuiri            | индейская деревня | 113                   | 11°47′01″ ю. ш. 49°56′08″ з. д. |